# Audrey Azoulay

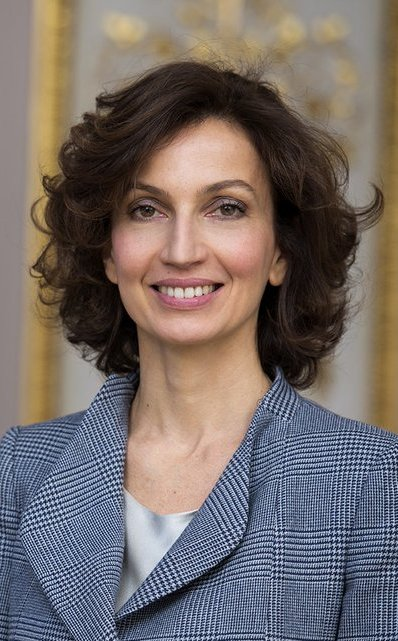
Audrey Azoulay (2016)

Audrey Azoulay (* 4. August 1972 in La Celle-Saint-Cloud) ist eine französische Beamtin und Politikerin. Von Februar 2016 bis Mai 2017 war sie Ministerin für Kultur und Kommunikation. Am 13. Oktober 2017 wurde sie zur Generaldirektorin der UNESCO gewählt.

## Leben
Audrey Azoulay wurde in einer Familie jüdisch-marokkanischen Ursprungs geboren. Sie ist die Tochter von André Azoulay, einem Berater des marokkanischen Königshauses, und Katia Brami, einer Schriftstellerin. Sie wuchs in Paris in einem Umfeld auf, das sie selbst als „sehr links“ bezeichnet.
Azoulay verfügt über Masterabschlüsse in Betriebswirtschaftslehre von den Universitäten Paris-Dauphine und Lancaster. Anschließend studierte sie an Science Po Paris und der École nationale d’administration (ENA).
Azoulay arbeitete während ihres Studiums bei einer Bank. Nach Abschluss der ENA war sie in der Abteilung für audiovisuelle Medien der Generaldirektion für Medien im französischen Kulturministerium tätig. 2003 wechselte sie an den französischen Rechnungshof. Ab 2006 arbeitete sie für das Centre national du cinéma et de l’image animée. Von dort wurde sie 2014 in den Elysée-Palast berufen.
Azoulay ist verheiratet und hat zwei Kinder.

## Politik
Azoulay engagierte sich bereits in ihrer Schulzeit politisch. Sie verortet sich auf der politischen Linken und steht der sozialdemokratischen Parti socialiste nahe, ist aber kein Parteimitglied. Im Herbst 2016 hielt Azoulay in einem Leitartikel für Politik & Kultur, die Zeitschrift des Deutschen Kulturrates ein Plädoyer für ein vielfältiges und zugleich geeintes Europa.
2014 wurde Azoulay von Staatspräsident François Hollande als seine Beraterin für Kultur und Kommunikation berufen. Nach der Entlassung der bisherigen Kulturministerin Fleur Pellerin wurde sie bei der Kabinettsumbildung am 11. Februar 2016 zur Ministerin für Kultur und Kommunikation im Kabinett Valls II berufen. Sie behielt diese Position auch im Kabinett Cazeneuve.
Eine Bewerbung um eine Kandidatur in Paris bei der Parlamentswahl 2017 zog Azoulay wieder zurück, nachdem sich unter anderem die Pariser Bürgermeisterin Anne Hidalgo dagegen ausgesprochen hatte.
Im März 2017 nominierte die französische Regierung Azoulay als Kandidatin Frankreichs für den Posten der nächsten UNESCO-Generaldirektorin. Am 13. Oktober 2017 wurde sie vom Exekutivrat der Organisation in einer Stichwahl gegen den katarischen Kandidaten Hamad bin Abdulasis al-Kawari mit 30 zu 28 Stimmen gewählt. Am 10. November 2017 bestätigte die Generalkonferenz der UNESCO-Mitglieder die Wahl, die Bestätigung galt als Formsache. Am 15. November trat sie damit die Nachfolge von Irina Bokowa an.

## Positionen
Audrey Azoulay bekennt sich zu den Prinzipien der International Gender Champions, die die Geschlechtergleichstellung in staatlichen, internationalen und zivilgesellschaftlichen Organisationen zum Ziel hat.